# Чад Ґейбл
Чарльз Едвард Беттс (англ. Charles Edward Betts, нар. 8 березня 1986) — американський борець греко-римського стилю та реслер, що виступає під ринговим ім'ям Чад Ґейбл (англ. Chad Gable) та Ель Гранде Американо (англ. El Grande Americano) у WWE на бренді RAW.

## Життєпис
Беттс був чемпіоном штату Міннесота з греко-римської боротьби. Згодом закінчив Північний Університет Мічигану. Виступав на літніх Олімпійських іграх у 2012 році у відбіркових турах.
У листопаді 2013 Беттс повідомив загал, що уклав угоду з WWE. Згодом він відправився на підготовчий майданчик WWE Performance Center, опісля чого взяв собі прибране ім'я Чад Ґейбл. Свій перший виступ провів на арені NXT. Це трапилося 8 січня 2015 під час домашнього шоу, де Чад програв Тайлеру Бризу. Згодом відшукав собі партнера по команді — Джейсона Джордана з яким 15 липня він успішно провів свій перший командний поєдинок проти Елаяса Семпсона та Стіва Катлера.

## Реслінг
- З Джейсоном Джорданом
  - Подвійні фінішери в команді
    - Grand Amplitude
- Музичний супровід
  - «Elite» від CFO$

## Спортивні результати на міжнародних змаганнях з греко-римської боротьби

### Виступи на Олімпіадах
| Змагання                    | Збірна | Вагова категорія                 | Місце |
| --------------------------- | ------ | -------------------------------- | ----- |
| Літні Олімпійські ігри 2012 | США    | греко-римська боротьба, до 84 кг | 9     |

### Виступи на Чемпіонатах світу
| Змагання                        | Збірна | Вагова категорія                 | Місце |
| ------------------------------- | ------ | -------------------------------- | ----- |
| Чемпіонат світу з боротьби 2009 | США    | греко-римська боротьба, до 84 кг | 32    |

### Виступи на Панамериканських чемпіонатах
| Змагання                                   | Збірна | Вагова категорія                 | Місце  |
| ------------------------------------------ | ------ | -------------------------------- | ------ |
| Панамериканський чемпіонат з боротьби 2008 | США    | греко-римська боротьба, до 84 кг | Срібло |
| Панамериканський чемпіонат з боротьби 2012 | США    | греко-римська боротьба, до 84 кг | Золото |

### Виступи на Чемпіонатах світу серед студентів
| Змагання                                        | Збірна | Вагова категорія                 | Місце |
| ----------------------------------------------- | ------ | -------------------------------- | ----- |
| Чемпіонат світу з боротьби серед студентів 2008 | США    | греко-римська боротьба, до 84 кг | 13    |

### Виступи на інших змаганнях
| Змагання                                                               | Збірна | Вагова категорія                 | Місце  |
| ---------------------------------------------------------------------- | ------ | -------------------------------- | ------ |
| Міжнародний меморіал Дейва Шульца 2009                                 | США    | греко-римська боротьба, до 84 кг | Срібло |
| Міжнародний меморіал Дейва Шульца 2010                                 | США    | греко-римська боротьба, до 84 кг | Бронза |
| Відкритий міжнародний турнір «Sunkist Kids» 2010                       | США    | греко-римська боротьба, до 84 кг | Срібло |
| Міжнародний турнір Ньюйоркського атлетичного клубу 2010                | США    | греко-римська боротьба, до 84 кг | Срібло |
| Турнір Івана Піддубного 2011                                           | США    | греко-римська боротьба, до 84 кг | Бронза |
| Турнір Дана Колова — Николи Петрова 2011                               | США    | греко-римська боротьба, до 84 кг | Бронза |
| Золотий Гран-прі з боротьби 2011 (Сомбатгей)                           | США    | греко-римська боротьба, до 84 кг | 8      |
| Меморіал Іона Корнеану 2011                                            | США    | греко-римська боротьба, до 84 кг | Бронза |
| Міжнародний турнір Ньюйоркського атлетичного клубу 2011                | США    | греко-римська боротьба, до 84 кг | Бронза |
| Меморіал Олега Караваєва 2011                                          | США    | греко-римська боротьба, до 84 кг | 6      |
| Міжнародний меморіал Дейва Шульца 2012                                 | США    | греко-римська боротьба, до 84 кг | Золото |
| Кубок Гранми з боротьби 2012                                           | США    | греко-римська боротьба, до 84 кг | Бронза |
| Олімпійський кваліфікаційний турнір з боротьби 2012 (Кіссіммі-Орландо) | США    | греко-римська боротьба, до 84 кг | Срібло |
| Міжнародний турнір Любомира Івановича-Гедзи 2012                       | США    | греко-римська боротьба, до 84 кг | Срібло |

### Виступи на змаганнях молодших вікових груп
| Змагання                                      | Збірна | Вагова категорія                 | Місце |
| --------------------------------------------- | ------ | -------------------------------- | ----- |
| Чемпіонат світу з боротьби серед юніорів 2005 | США    | греко-римська боротьба, до 84 кг | 9     |
| Чемпіонат світу з боротьби серед юніорів 2006 | США    | греко-римська боротьба, до 84 кг | 11    |